# Садиба Розумовського у Романовому провулку
Будинок (садиба, палац) Розумовського — палац у центрі Москви, зведений у стилі класицизму. Пам'ятник архітектури, який становив колись частину садиби Розумовських-Шереметьєвих. Об'єкт культурної спадщини федерального значення. До спорудження у 1891 будівлі на Воскресенській площі тут засідала міська дума. Адреса: вулиця Воздвиженка, будинок 6/2, будівля 3 (також Романів провулок, будинок 2/6, будівля 3).

## Історія
В основі будівлі, можливо, лежать палати, збудовані у 1730-ті, коли ділянкою на Воздвиженці володів Іван Львович Наришкін. Сучасна будівля збудована в 1780-і для графа Кирила Григоровича Розумовського, одруженого з Катериною Іванівною, спадкоємицею Наришкіних.
Окремими авторами проект оздоблення будівлі приписується Шарлю де Вайї (на підставі подібності з оздобленням палацу в Кускові). Існує також непідтверджена версія про належність проекту будівлі В. І. Баженова. Будівля включена до альбомів Матвія Казакова.
Маєток продано в 1800 Миколі Петровичу Шереметеву і отримав назву Шереметєв двір.
В 1863 Шереметєви надали будинок для розміщення Московської міської думи, а в 1893 в ньому розмістився Мисливський клуб.
У вересні 1898 року в клубі познайомилися А. П. Чехов та О. Л. Кніппер, а на початку 1914 у великій залі клубу виступав із сеансами одночасної гри шахіст А. А. Альохін.
Після революції будинок передано Кремлівській лікарні, головна будівля якої була в 1930 зведена з боку Воздвиженки і перекрила вид на головний фасад колишнього палацу Розумовського.
Пам'ятник знаходиться на балансі Управління справами президента Росії, доступ до нього відсутній. Вид на будинок частково відкритий лише з боку Романова провулка (лівий фасад). Пустує, але охороняється та опалюється. Почалося руйнування інтер'єрів ХІХ століття, зокрема колишнього залу зборів Міської думи.
У 2015 Міністерство культури РФ оголосило конкурси на дослідження та проект реставрації. У лютому 2016 затверджено предмет охорони, у квітні 2016 погоджено акт експертизи проекту збереження пам'ятника.

## Архітектура
Будівля є трикомпозиційною спорудою з центральним ризалітом і двома бічними флігелями. Головний фасад звернений до Воздвиженки, бічний фасад виходить у Романов провулок. Один із бічних флігелів з'єднаний галереєю з церквою Знамення. Зазначається, що оздоблення палацу подібна до будинку Розумовського в Петербурзі, на Мийці. Будинок в основному одноповерховий, у центральному ризаліті влаштований другий житловий поверх-мезонін.
В обробці фасадів використано детально опрацьовані класичні фризи, карнизи, орнаментальні міжповерхові тяги. Відзначається строгість та витонченість оздоблення фасаду, тонка графіка ліній. Форми центрального ризаліту підкреслюють пілястри коринфського ордера та трикутний фронтон. Декор бічних ризалітів - пари іонічних напівколон та лучкові фронтони. У центральній частині для в'їзду було споруджено напівкруглі пандуси.

## Додатково
У садибі ввечері 18 травня 1896 після ходинської трагедії під час коронаційних урочистостей на балу у французького посла був присутній Імператор Миколи II з дружиною, що сучасниками сприйняли неоднозначно7[джерело?].